# Get Wiser
| Críticas profissionais                                                      | Críticas profissionais |
| Avaliações da crítica                                                       | Avaliações da crítica  |
| Fonte                                                                       | Avaliação              |
| --------------------------------------------------------------------------- | ---------------------- |
| AllMusic                                                                    | [ 2 ]                  |
| Esta tabela precisa de ser acompanhada por texto em prosa. Consulte o guia. |                        |

Get Wiser é o terceiro álbum de estúdio da banda SOJA, lançado em 2006. O álbum estreou no "Top 10 Albums Reggae" no iTunes e se manteve no top 100 desde seu lançamento.

## Faixas
Todas as faixas por Jacob Hemphill, exceto onde indicado.
| N.º | Título                                    | Duração |  |
| 1.  | "Open My Eyes"                            | 5:08    |  |
| 2.  | "By My Side"                              | 4:12    |  |
| 3.  | "My Life Alone"                           | 4:02    |  |
| 4.  | "Faith, Works" (Hemphill, Jefferson)      | 5:04    |  |
| 5.  | "What Would...?"                          | 3:35    |  |
| 6.  | "Strong for Them"                         | 5:19    |  |
| 7.  | "Can't Tell Me"                           | 5:23    |  |
| 8.  | "Be Aware" (Jefferson)                    | 4:10    |  |
| 9.  | "I've Got Time"                           | 5:09    |  |
| 10. | "Sorry Hemphill"                          | 4:51    |  |
| 11. | "Bring Back Truth"                        | 7:08    |  |
| 12. | "You Don't Know Me" (Hemphill, Jefferson) | 4:25    |  |
| 13. | "911" (Hemphill, Jefferso)                | 4:50    |  |
| 14. | "Devils" (Drennon, Hemphill)              | 9:00    |  |